# Proarapoderus luluanus
Proarapoderus luluanus es una especie de coleóptero de la familia Attelabidae.

## Distribución geográfica
Habita en República Democrática del Congo.